# Skjervøy (vila)

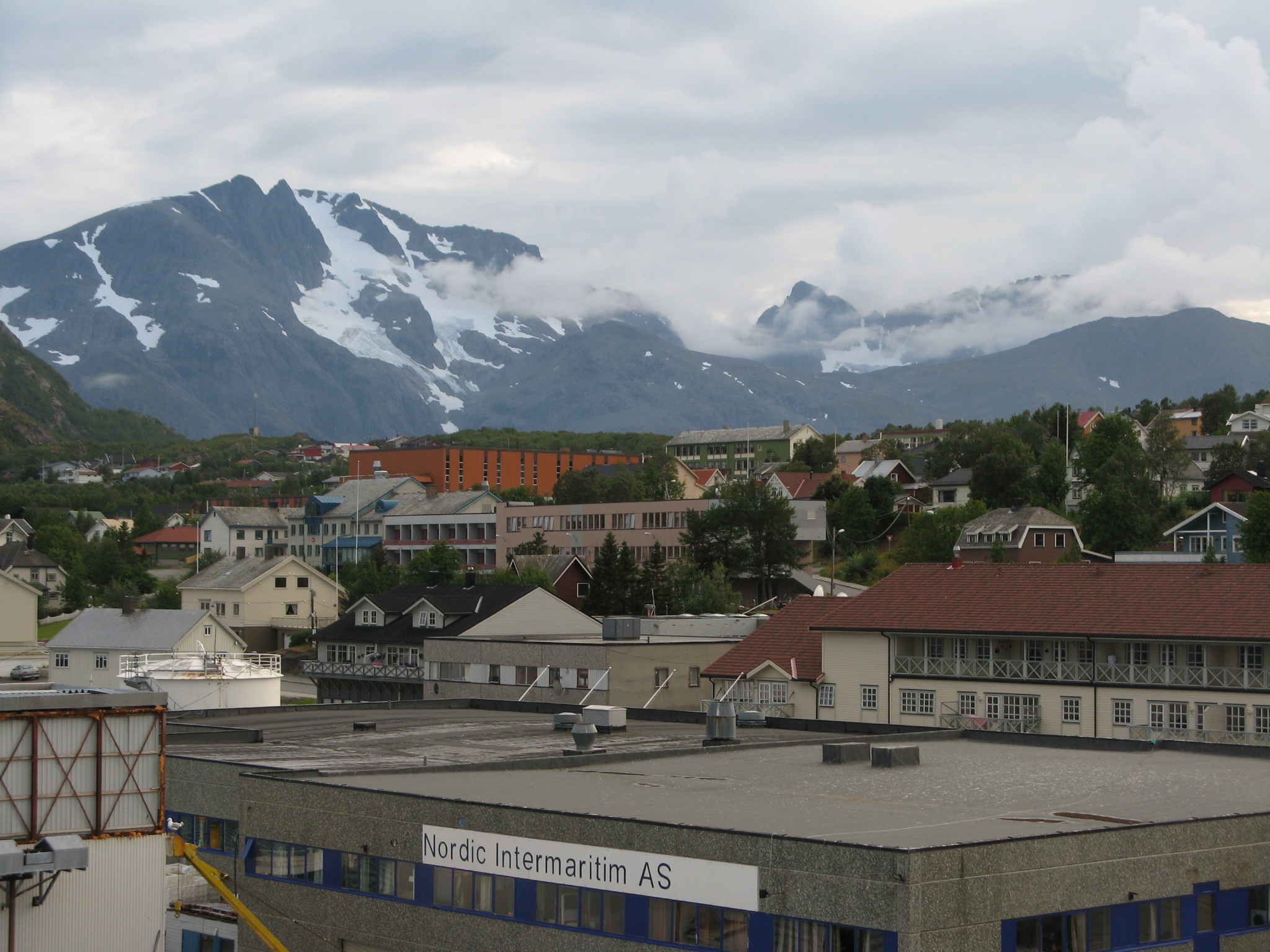
Vista da vila.

Skjervøy é uma vila e centro administrativo da comuna de Skjervøy, condado de Troms, na Noruega. A localidade fica situada na ilha de Skjervøya ao longo do fiorde de Kvænangen. Com 1,3 km², a vila tem uma população de 2316 habitantes (2012), e uma densidade populacional 1782 habitantes por km².
A vila tem como principal actividade a pesca. Está ligada ao continente pela Ponte Skattørsundet (que a liaga à ilha Kågen) e ao túnel Maursund (que liga Kågen ao continente).